# هانس هينريك اندرسين
هانس هينريك اندرسين (بالدنماركية: Hans Henrik Andreasen)‏ (10 يناير 1979 في الدنمارك - ) هو لاعب كرة قدم دانمركي في مركز الوسط. شارك مع منتخب الدنمارك تحت 19 سنة لكرة القدم ومنتخب الدنمارك تحت 21 سنة لكرة القدم ومنتخب الدنمارك لكرة القدم. أما مع النوادي، فقد لعب مع غرويتر فورت ونادي أودنسه ونادي إيسبيرغ وHobro IK ‏.

## روابط خارجية
- هانس هينريك اندرسين على موقع قاعدة بيانات كرة القدم.إي يو (الإنجليزية)
- هانس هينريك اندرسين على موقع ناشيونال فوتبول تيمز (الإنجليزية)
- هانس هينريك اندرسين على موقع Soccerway.com (الإنجليزية)
- هانس هينريك اندرسين على موقع عالم كرة القدم.نت (الإنجليزية)
- هانس هينريك اندرسين على موقع AS.com (الإسبانية)